# Бакальська коса
Бака́льська коса, Бакка́л белі́ (крим. Baqqal beli) — коса на північному заході Кримського півострова. У літній сезон є одним з місць рекреації Північно-Західного Криму, в тому числі Перекопського району. На території коси розташований регіональний ландшафтний парк «Бакальська коса», створений у 2000 році.

## Географія

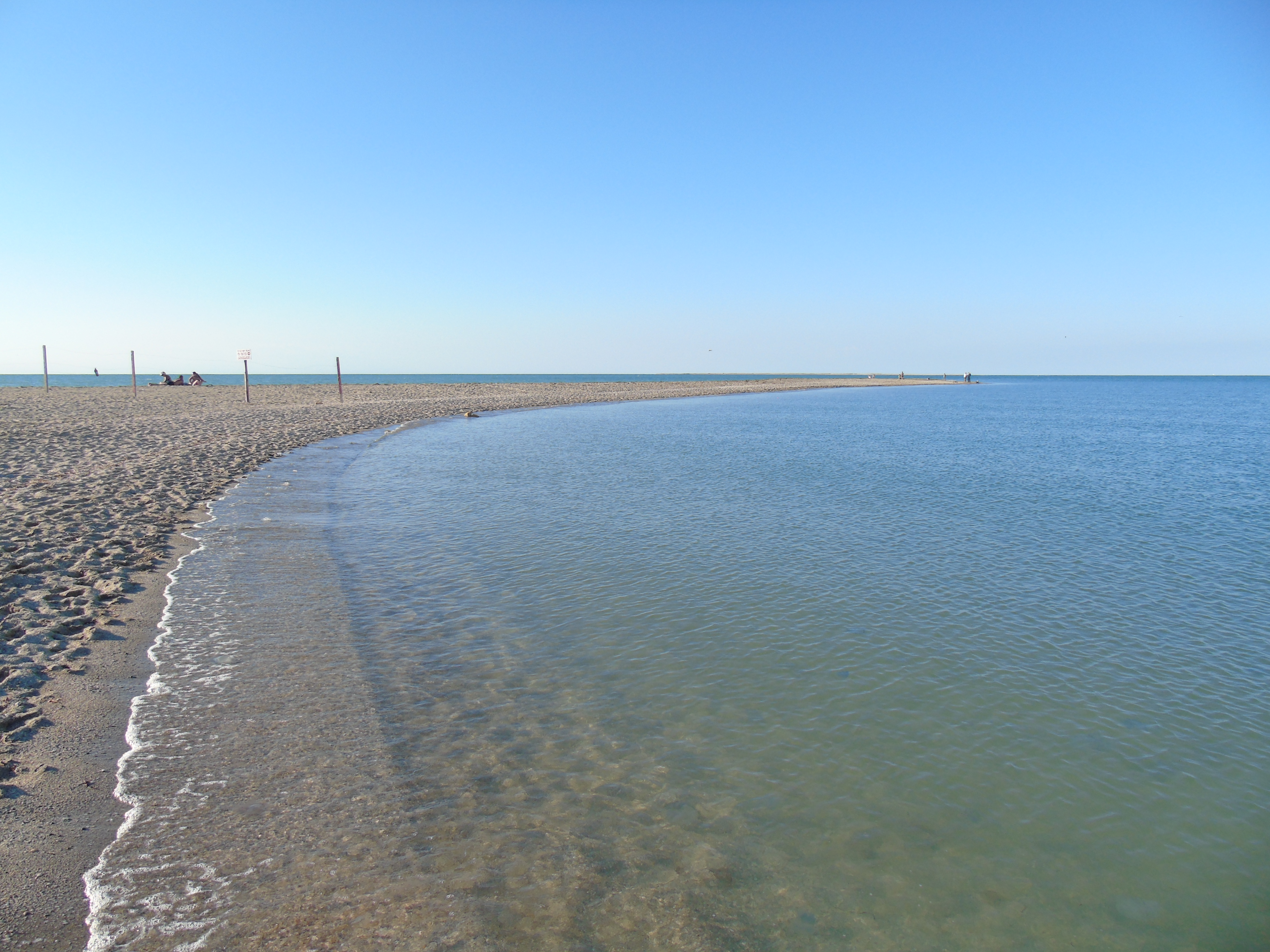
Бакальська коса

Коса витягнута з південного сходу на північний захід і глибоко видається в акваторію Каркінітської затоки Чорного моря. Розташована між Бакальским озером і Бакальською бухтою, потім на півночі звужується і переходить у мис Піщаний з розширенням суші, де розташований маяк (нині недіючий).
Довжина — близько 12 км, з яких близько 5 км глибоко видаються в акваторію Чорного моря.
Найвища точка — 1,3 м.
Берегова лінія полога.

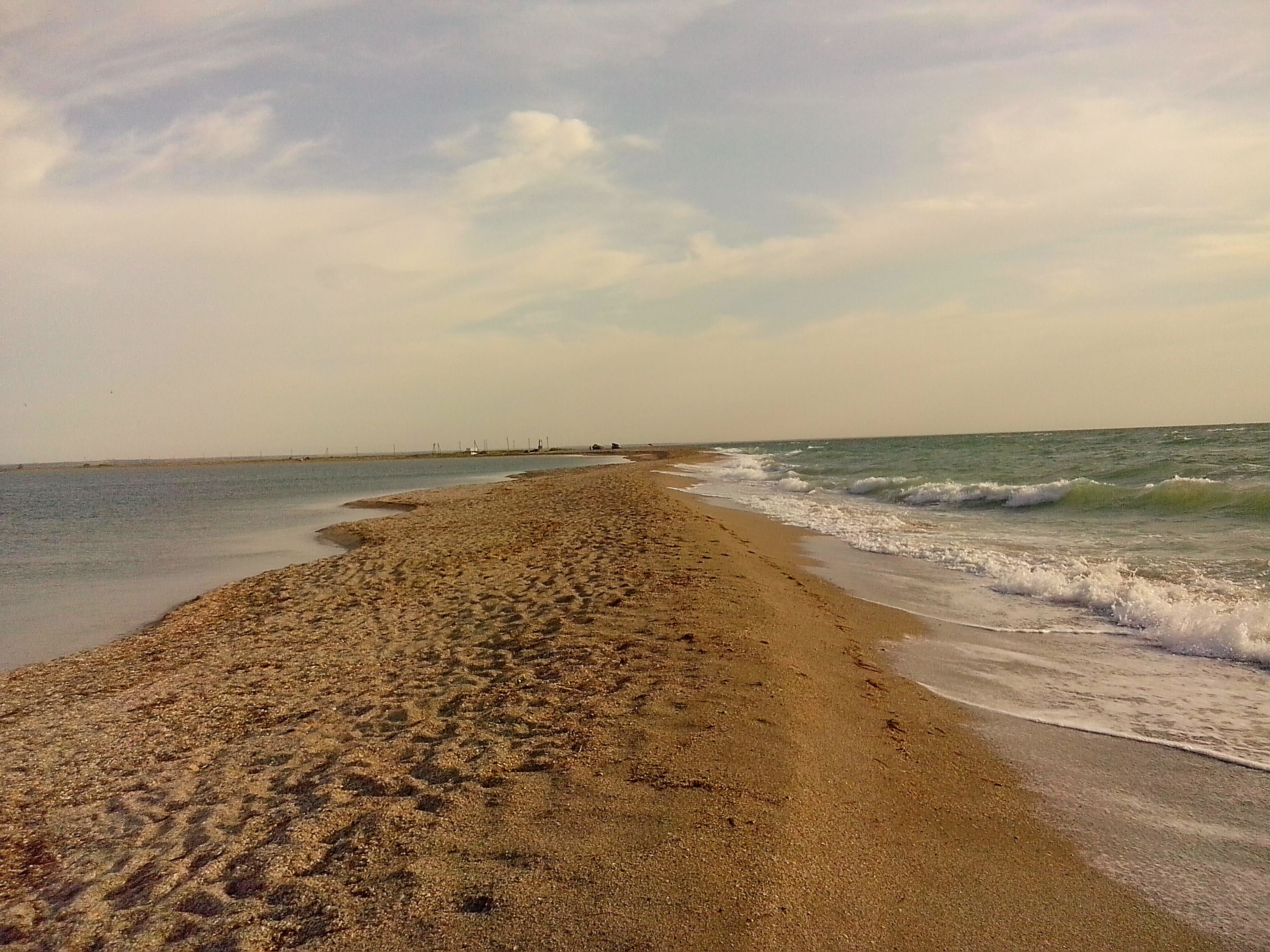
Бакальська коса

По косі проходить тільки одна дорога (місцевого значення) з твердим покриттям від села Стерегуще до вузької ділянки на півночі.
Рельєф низовинний, з кількома невеликими озерами і солончаками.
Коса перебуває під загрозою зникнення внаслідок діяльності моря (гідрологічних процесів): сильні зимові шторми намивають і розмивають землі об'єкта. Шторми 2005 і 2007 років завдали сильної шкоди природі та інфраструктурі коси і ландшафтного парку.
Влітку 2013 року внаслідок великого нелегального видобутку піску Піщаний мис остаточно перетворився в руйнований хвилями острів.[джерело?]

## Населення
У південній частині коси розташований найближчий населений пункт — село Стерегуще.